# Chamaelycus
Chamaelycus är ett släkte av ormar. Chamaelycus ingår i familjen Lamprophiidae.
Vuxna exemplar är med en längd omkring 75 cm små ormar. De förekommer i västra Afrika. Individerna vistas främst i skogar och de klättrar vanligen i träd. Honor lägger ägg. Släktets medlemmar liknar arterna i släktena Lycophidion och Hormonotus. På näsan finns hos Chamaelycus en enda fjäll men hos Lycophidion är fjällen delad. Dessutom finns hos Lycophidion en klaff mellan de stora tänderna i käkarnas främre del och de små tänderna i bakre delen. Klaffen saknas hos Chamaelycus. Jämförd med Hormonotus har Chamaelycus en bredare fjäll på nosens framsida. Arterna lever i kulliga områden och bergstrakter mellan 400 och 1600 meter över havet. IUCN listar alla arter som livskraftiga (LC).
Arter enligt Catalogue of Life:
- Chamaelycus christyi
- Chamaelycus fasciatus
- Chamaelycus parkeri
- Chamaelycus werneri

The Reptile Database infogar Chamaelycus werneri som synonym i Chamaelycus fasciatus.